# (73304) 2002 JW72
(73304) 2002 JW72 – planetoida z pasa głównego asteroid okrążająca Słońce w ciągu 3,6 lat w średniej odległości 2,35 j.a. Odkryta 8 maja 2002 roku.